# Lucien Rebuffic
Lucien Rebuffic   (Bois-Colombes, 22 de desembre de 1921 - Caen, 4 de gener de 1997) fou un jugador de bàsquet francès que va competir durant la 1940.
El 1948 va prendre part en els Jocs Olímpics de Londres, on guanyà la medalla de plata en la competició de bàsquet. Entre 1946 i 1949 jugà 9 partits amb la selecció francesa.